# アパッチキャット
アパッチキャット (Apache Cat) とはオーストラリアで生産された競走馬である。

## 経歴
※馬齢は南半球表記とする。

### 2005年（2歳）
3月に競走馬デビュー戦を迎え、デビュー初戦で初勝利を挙げた。その後は2戦1勝でシーズンを終えた。

### 2005年 / 2006年（3歳）
8月の休養明け初戦は重賞競走初挑戦となったマクニールステークス（G3）に出走したが5着、続くギニープレリュード（G3）を制して重賞競走初勝利を挙げた。そして次走はG1競走初挑戦となったコーフィールドギニーに出走したが7着という結果に終わった。レース後は休養を挟み、2月の休養明け初戦こそ3着だったが、続くシュヴェッパーベスセンスカップ（G3）を制し重賞競走2勝目を挙げ、そして次走のオーストラリアンギニーを制してG1競走初勝利を挙げた。さらに続くファーラップステークス（G3）も制して3連勝を達成したが、次のドンカスターハンデキャップで14着という結果に終わりシーズンを終えた。

### 2006年 / 2007年（4歳）
このシーズン序盤は主に重賞戦線を走るが勝利できず、休養を挟んだ2月に重賞競走2連勝を含む3連勝をしたが、G1競走ではジョージライダーステークスで1番人気に支持されたがハラダサンに敗れての2着が最高順位だった。

### 2007年 / 2008年（5歳）
休養明け初戦のブレッチングリーステークス（G3）でハラダサンを相手に勝利したのを皮切りに、続くJJリストンステークス（G2）も制し、次のマカイビーディーヴァステークス（G2）こそ2着だったが、その後は休養を挟みコーリー・ブラウンとのコンビでライトニングステークス、オーストラリアステークス、TJスミスステークス、BTCカップ、ドゥームベン10000の5つのG1競走を5連勝してシーズンを終えた。なお、これらの成績が評価され当シーズンのオーストラリア最優秀スプリンターに選出された。

### 2008年 / 2009年（6歳）
休養明け初戦はパティナックファームクラシックに出走したが8着となり連勝がストップした。その後ウインターボトムステークス (G2) に出走したがテイクオーバーターゲットに敗れて2着、次に香港へ渡り香港スプリントに出走することになった。マルシャンドールやローレルゲレイロといった強豪馬を相手に1番人気に支持されたが、レースではインスピレーションに敗れて3着となりその後帰国した。2009年の初戦は連覇が懸かるライトニングステークスに出走することになった。熱波の影響で開催が危ぶまれたが予定通り開催された。しかしレースではシーニックブラストに敗れて9着という結果に終わった。その後、2月のオーストラリアステークスに出走し、連覇を飾った。その後、連覇がかかったTJスミスステークスに1番人気で出走したが、3着と完敗した。その後、5月のBTCカップでは3着に敗れるも、2週間後のドゥームベン10000に出走し、連覇を飾った。

### 2009年 / 2010年（7歳）
休養明け初戦はマニカトステークスに出走したが6着に敗れた。続くスキラッチステークス（G2）では2着に終わるも、シュウェップスステークス（G2）を制した。続くパティナックファームクラシックでは4着に敗れた。その後、香港に遠征し12月の香港スプリントに出走するも7着に終わった。このレースを最後に現役を引退した。

## 血統表
| アパッチキャットの血統ミスタープロスペクター系／Nasrullah 5×5=6.25%（父内） | アパッチキャットの血統ミスタープロスペクター系／Nasrullah 5×5=6.25%（父内） | アパッチキャットの血統ミスタープロスペクター系／Nasrullah 5×5=6.25%（父内） | （血統表の出典） | （血統表の出典） |
| 父 Lion Cavern 1989 栗毛                                                    | 父の父Mr. Prospector 1970 鹿毛                                              | Raise a Native                                                              | Native Dancer    | Native Dancer    |
| 父 Lion Cavern 1989 栗毛                                                    | 父の父Mr. Prospector 1970 鹿毛                                              | Raise a Native                                                              | Raise You        |                  |
| 父 Lion Cavern 1989 栗毛                                                    | 父の父Mr. Prospector 1970 鹿毛                                              | Gold Digger                                                                 | Nashua           | Nashua           |
| 父 Lion Cavern 1989 栗毛                                                    | 父の父Mr. Prospector 1970 鹿毛                                              | Gold Digger                                                                 | Sequence         |                  |
| 父 Lion Cavern 1989 栗毛                                                    | 父の母Secrettame 1978 栗毛                                                  | Secretariat                                                                 | Bold Ruler       | Bold Ruler       |
| 父 Lion Cavern 1989 栗毛                                                    | 父の母Secrettame 1978 栗毛                                                  | Secretariat                                                                 | Somethingroyal   |                  |
| 父 Lion Cavern 1989 栗毛                                                    | 父の母Secrettame 1978 栗毛                                                  | Tamerett                                                                    | Tim Tam          | Tim Tam          |
| 父 Lion Cavern 1989 栗毛                                                    | 父の母Secrettame 1978 栗毛                                                  | Tamerett                                                                    | Mixed Marriage   |                  |
| 母 Tennessee Blaze 1988 栗毛                                                | 母の父Whiskey Road 1972 鹿毛                                                | Nijinsky II                                                                 | Northern Dancer  | Northern Dancer  |
| 母 Tennessee Blaze 1988 栗毛                                                | 母の父Whiskey Road 1972 鹿毛                                                | Nijinsky II                                                                 | Flaming Page     |                  |
| 母 Tennessee Blaze 1988 栗毛                                                | 母の父Whiskey Road 1972 鹿毛                                                | Bowl of Flowers                                                             | Sailor           | Sailor           |
| 母 Tennessee Blaze 1988 栗毛                                                | 母の父Whiskey Road 1972 鹿毛                                                | Bowl of Flowers                                                             | Flower Bowl      |                  |
| 母 Tennessee Blaze 1988 栗毛                                                | 母の母Centasia 1983 鹿毛                                                    | Century                                                                     | Better Boy       | Better Boy       |
| 母 Tennessee Blaze 1988 栗毛                                                | 母の母Centasia 1983 鹿毛                                                    | Century                                                                     | Royal Suite      |                  |
| 母 Tennessee Blaze 1988 栗毛                                                | 母の母Centasia 1983 鹿毛                                                    | Deep Fantasy                                                                | Deep Diver       | Deep Diver       |
| 母 Tennessee Blaze 1988 栗毛                                                | 母の母Centasia 1983 鹿毛                                                    | Deep Fantasy                                                                | Kofa F-No.4-d    |                  |